# Chrysocharis albipes
Chrysocharis albipes  (лат.) — вид мелких хальциноидных наездников рода Chrysocharis из семейства Eulophidae. Палеарктика, Неарктика.

## Описание
Мелкие наездники (длина около 2 мм), зеленовато-бронзового цвета, блестящие. Паразитируют на гусеницах молевидных бабочек, минирующих листья: Phyllonorycter apparella, Phyllonorycter japonica, Phyllonorycter ringoniella (Lepidoptera, Gracillariidae). Диплоидный набор хромосом 2n = 12, из которых 10 хромосом метацентрические и 2 субтелоцентрические. Вид Chrysocharis albipes был впервые описан в 1904 году американским энтомологом Уильямом Харрисом Эшмидом (William Harris Ashmead, 1855—1908, Национальный музей естественной истории, Вашингтон, США) под первоначальным названием Entedon laomedon Walker 1839. Таксон Chrysocharis laomedon включён в состав рода Chrysocharis Förster, 1856 (вместе с Chrysocharis laomedon, Chrysocharis acoris (Walker, 1839), Chrysocharis acutigaster Hansson, 1985, Chrysocharis ainsliei Crawford, 1912, Chrysocharis albicoxis Erdös, 1958, Chrysocharis amanus  (Walker, 1839), Chrysocharis amasis  (Walker, 1839) и другими).